# Roman II av Kiev

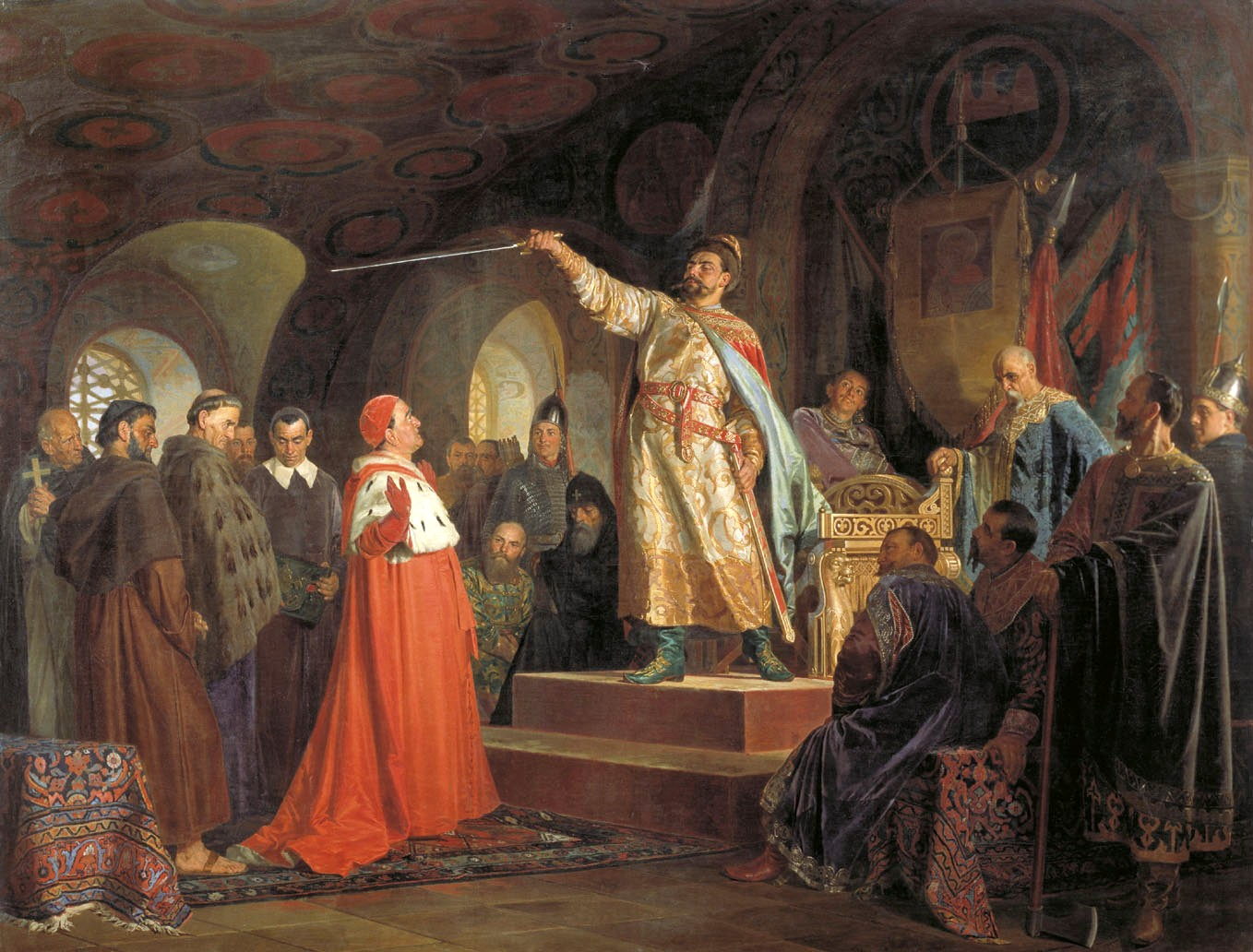
Roman II av Kiev

Roman II av Kiev, född ca. 1152 i Zawichost, död 14 oktober 1205 i Kiev, var en monark (storfurste) av Kiev mellan 1200 och 1205. Han var samtidigt kung av kungadömet Galizien-Volynien.